# アンジャ・ルービック
アンジャ・ルービック （Anja Rubik, ポーランド語: Anna Helena Rubik, 1983年6月12日 - ）は、ポーランドのジェシュフ出身の女性ファッションモデル。身長176.5センチ。
ファーストネームはAnnaであり、Annaちゃんを意味する愛称形のAnjaは本来はアニャと読む。ポーランド語アルファベットのjはドイツ語アルファベットのjと同じ読み方。
少女時代に、ギリシャ、カナダ、南アフリカ共和国に住んだ。パリのイギリス人学校の学生だった頃からモデル業を開始。正式にモデルとなる前に学業をきちんと終えたかったため、学校が休みの期間のみ仕事を受けていた。卒業後に本格的にモデル業を開始してから、瞬く間にヴォーグ・イタリア誌など多くの雑誌の表紙を飾った。ジバンシィ、クロエ、クリスチャン・ディオール、エルメス、シャネル、バレンシアガ、ルイ・ヴィトンなどのショーに出演。